# بژژه (پومورسکو)
بژژه (پومورسکو) (به لهستانی: Brzezie}} یک روستا در لهستان است که در گمینا سولخوو واقع شده‌است.